# Río Nidym
El río Nidym (en ruso: Нидым) es un río asiático del norte de la Siberia rusa, un afluente del río Tunguska Inferior, a su vez afluente del curso inferior del río Yeniséi. Su longitud total es 379 km, y su cuenca drena una superficie de 17 400 km² (un poco mayor que Montenegro).
Administrativamente, el río discurre por el krai de Krasnoyarsk de la Federación de Rusia.

## Geografía
El río Nidym nace en la parte septentrional de la gran meseta Central de Siberia, en la sección llamada meseta Tunguska central. El río discurre por una región montañosa, siempre en dirección norte, para desembocar en Nidym por la margen izquierda en el curso medio del río Tunguska Inferior, un poco después de haber recibido al río Kochechum en Turá.
El río corre a través de una región remota montañosa poco habitada, con un clima muy severo, de modo que en su curso no encuentra ningún centro urbano de importancia y solamente pequeños asentamientos que se construyen sobre el suelo de permafrost. No hay vegetación, excepto musgos, líquenes y algunas hierbas.
Al igual que todos los ríos siberianos, sufre largos períodos de heladas (seis/siete meses al año, desde finales de octubre a mayo), y amplias extensiones de suelo permanecen permanentemente congeladas en profundidad. Al llegar la época estival, como se deshielan primero las zonas más al sur, el río inunda amplias zonas bajas próximas a sus riberas, y su nivel sube bastante.